# 신흥동 (성남시)
신흥동(新興洞)은 대한민국 성남시 수정구의 법정동이다.

## 개요
신흥동의 동명유래는 나무를 이용하여 숯을 굽는 ‘숯골마을’이 형성된 후 조선시대의 행정구역은 광주군 세촌면 탄동이었으며, 1914년 행정구역 통폐합시 중부면 `탄리`라 칭하게 되었다. 1970년대 경제성장과 수도 서울을 정비하는 과정에서 서울지역 주민이 집단 이주되어 취락이 형성되었다. 1973년 7월 경기도 성남출장소가 성남시로 승격되면서 시정자문회의에서 탄리의 일부를 갈라서 새롭게 부흥하자는 뜻으로 현재의 신흥 1·2·3동 지역을 ‘신흥동’이라 칭하게 되었다.
1975년 10월 지역 경제여건의 발전과 인구의 증가로 신흥동내의 현재 시민로를 경계로 신흥 1·2동으로 분동되었고, 서쪽편이 지금의 신흥1동이 되었다. 1980년 9월 1일 신흥2동 내의 공원로를 경계로 신흥2·3동으로 다시 분동 되면서 공원로의 서쪽이 현재의 신흥3동이 되었다.

## 아파트
| 단지명               | 건설사                | 시행사                                                    | 주소 | 입주        | 비고             |
| -------------------- | --------------------- | --------------------------------------------------------- | ---- | ----------- | ---------------- |
| 산성역 자이 푸르지오 | ㈜지에스건설 대우건설 | 한국토지주택공사 신흥2구역 주택재개발정비사업주민대표회의 |      | 2023년 10월 | 신흥2구역 재개발 |

## 시설
- 수정구청
- 성남우체국
- 수정구보건소

## 교통
- ● 수도권 전철 8호선
  - 단대오거리역
  - 신흥역

## 교육

### 초등학교
- 희망대초등학교
- 신흥초등학교

### 중학교
- 성남여자중학교